# アイザック・フロレンティーン

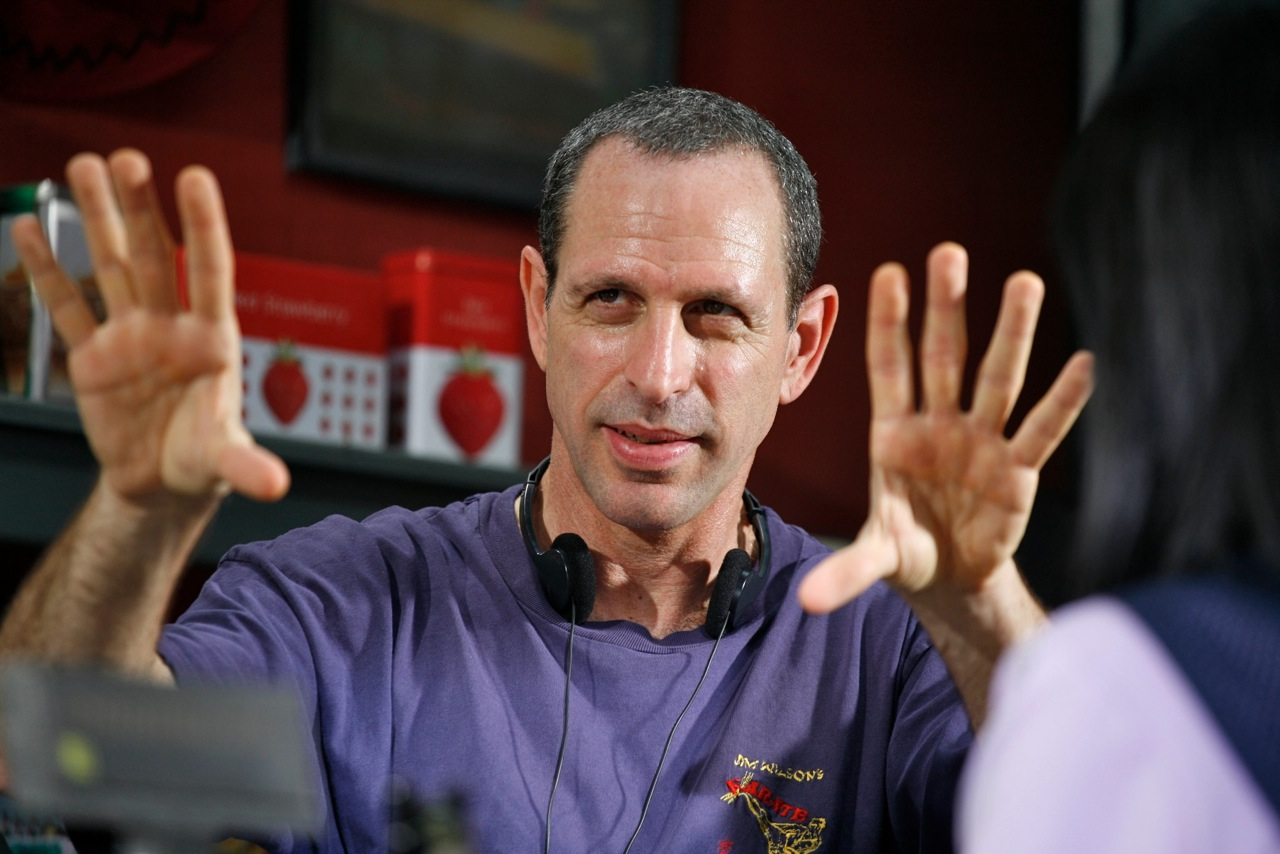
アイザック・フロレンティーン

アイザック・フロレンティーン(Isaac Florentine)は、イスラエル出身でアメリカ合衆国で活動する映画監督、空手家。

## 概要
高校卒業後、兵役を経てテルアビブ大学で映画とテレビの学位を取得。両親は共にホロコーストの生存者。
1989年にアメリカ合衆国に移住し、セカンドユニット監督やファイト・コレオグラファーとして活動した後、1992年の『Desert Kickboxer』がアメリカにおける映画監督デビュー作。
1971年から空手、柔道を学び始め、1978年からは高校や空軍技術学校などで空手の講師を担当し、1980年に自らの道場を設立。アメリカ合衆国に移住してからは監督業に専念する為、武術講師としての活動は休止している。
家族は妻と子供が4人。

### 受賞・ノミネート歴
- Action on Film International Film Festivalアクション映画賞候補『Undisputed III: Redemption』[3]

## 参加作品
特記のないものに限り、監督としての参加。

### 映画
- Down the Drain(1990) - ファイト・コレオグラファー、マーシャル・アーツ・コレオグラファー
- Desert Kickboxer(1992) - 監督、脚本、原案、ファイト・コレオグラファー
- アメリカン・サイボーグ American Cyborg - Steel Warrior(1993) - マーシャルアーツ・コレオグラファー
- Savate(1994) - 監督、ファイト・コレオグラファー、脚本、原案
- ハイボルテージ High Voltage(1997)
- ブラック・ソルジャー Bridge of Dragons（1999）
- Max Havoc: Curse of the Dragon(2004) - 共同監督
- デッドロック2 Undisputed 2(2006)
- NINJA Ninja(2009)
- Undisputed III: Redemption(2010)
- Sofia(2012)
- El Gringo(2012) - 製作総指揮
- ニンジャ・アベンジャーズ Ninja: Shadow of a Tear(2013)
- ザ・ヘラクレス The Legend of Hercules(2014) - セカンドユニット監督
- ベンジェンス 復讐の自省録 Acts of Vengeance(2017)

### 短編映画
- Farewell, Terminator(1987) - 監督、脚本
- Marilyn Hotchkiss' Ballroom Dancing and Charm School(1990) - スタント・コーディネーター、特殊効果コーディネーター

### オリジナルビデオ
- ザ・フォース Cold Harvest(1999)
- アルティメット・ディシジョン U.S. Seals II(2001)
- New Gladiators(2002) - 製作総指揮、編集
- 人質奪還　アラブテロVSアメリカ特殊部隊 Special Forces(2003)
- The Life and Legend of Bob Wall(2003)
- ザ・プロテクター The Shepherd: Border Patrol(2008)

### テレビ映画
- Power Rangers Samurai: Clash of the Red Rangers: The Movie(2011) - コンサルタント

### テレビドラマ
- パワーレンジャー Mighty Morphin Power Rangers（1993 - 1996)  
  - シーズン1 - セカンドユニット監督（第1 - 60話）、スタント・コレオグラファー（第1 - 60話）
  - シーズン3 - 第154・155話監督、最終話演出
- Tattooed Teenage Alien Fighters from Beverly Hills(1994 - 1995)※第1・2・12・40話監督、最終話演出
- WMAC Masters(1996) ※全話監督
- パワーレンジャー・ジオ Power Rangers Zeo(1996)※第1・2・9・10・39 - 42話監督※第41・42話は坂本浩一との連名
- パワーレンジャー・イン・スペース Power Rangers in Space(1998)※第3話監督
- パワーレンジャー・ライトスピード・レスキュー Power Rangers Lightspeed Rescue(2000)※第6・7・23・24話監督
- パワーレンジャー・タイムフォース Power Rangers Time Force(2001)※第11・12・15・19・21話監督
- Battleground: The Art of War(2005)※第1話監督
- パワーレンジャー・サムライ Power Rangers Samurai(2011) - コンサルタント※第11 - 13、22話
- パワーレンジャー・スーパーサムライ Power Rangers Super Samurai(2012) - コンサルタント※第4 - 6・10・12・13・17・18話
- パワーレンジャー・メガフォース Power Rangers Megaforce(2013) - コンサルタント※第8・9・13 - 16話
- パワーレンジャー・スーパーメガフォース Power Rangers Super Megaforce(2014) - コンサルタント※第3・5・6話

### 出演
- Farewell, Terminator(1987) - シュナイダー 役
- Marilyn Hotchkiss' Ballroom Dancing and Charm School(1990) - ドイツの兵士1 役